# Brian Feeney
Brian Feeney (* um 1960) ist ein kanadischer Flugzeugkonstrukteur und einer der Mitbewerber um den Ansari X-Prize der X-Prize Foundation.
Er verbrachte etwa ein Jahr an einer Universität und verfügt über lediglich 25 Flugstunden Erfahrung. Sein Training für den Raumflug erfolgt in einem Simulator des Defence and Civil Institute of Environmental Medicine.
Der aus Toronto stammende Herausforderer von Burt Rutan von der Firma Scaled Composites kündigte Anfang Juli 2004 an, mit seinem Raumschiff Wild Fire Ende September 2004 in den Weltraum zu fliegen. Ein Helium-Ballon bringt die Kapsel auf 20 Kilometer Höhe um dann aus eigener Kraft weiterzufliegen. Das Konzept unterscheidet sich erheblich von dem Raketenflugzeug SpaceShipOne, denn auch die Landung erfolgt nicht wie ein Flugzeug, sondern mittels Fallschirm und Airbags.
Sponsor des Projektes mit dem Namen Da Vinci ist die Firma Sun Microsystems. Es wurden 150.000 Arbeitsstunden und 4 Millionen US-Dollar investiert.
Brian Feeney teilte am 5. August 2004 mit, dass man am 2. Oktober 2004, also nur drei Tage nach dem ersten Preisflug von SpaceShipOne, das Raumschiff Wild Fire Mark VI starten wolle. Dann sollte spätestens nach zwei Wochen der zweite Flug stattfinden. Ende September 2004 verschob das da Vinci Project seinen zunächst für den 2. Oktober 2004 angemeldeten ersten offiziellen X-Prize-Flug auf unbestimmte Zeit.
| Personendaten    | Personendaten                    |
| ---------------- | -------------------------------- |
| NAME             | Feeney, Brian                    |
| KURZBESCHREIBUNG | kanadischer Flugzeugkonstrukteur |
| GEBURTSDATUM     | um 1960                          |